# Webera maderensis
Webera maderensis är en bladmossart som beskrevs av Hugh Neville Dixon och Alphonse Luisier 1931. Webera maderensis ingår i släktet Webera och familjen Bryaceae. Inga underarter finns listade i Catalogue of Life.